# Bestuurlijke indeling van Nepal

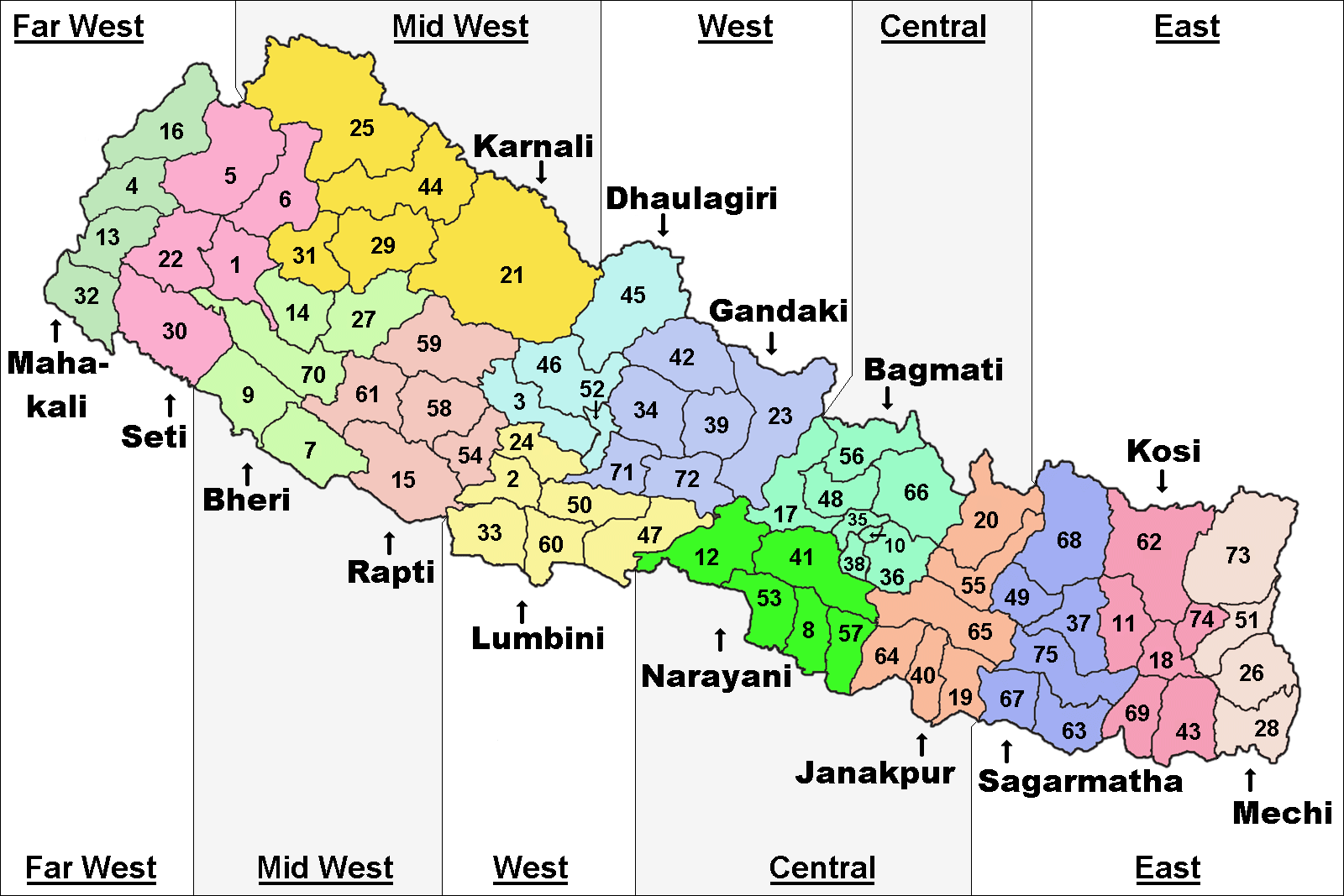
Regio's, zones en districten van Nepal

De bestuurlijke indeling van Nepal kent devolgende bestuurlijke niveaus:
- 5 Regio’s
- 14 Zones
- 75 Districten
- 3973 gemeenten.

Er zijn vier categorieën gemeenten, volgens hun graad van zelfbestuur: 
- 1 Metropolitaanse stad (Engels: Metropolitan City; Nepalees: Mahanagarpalika): Kathmandu
- 4 Sub-metropolitaanse steden (Engels: Sub-Metropolitan City; Nepalees: Upa-Mahanagarpalika): Biratnagar, Birganj, Lalitpur, Pokhara
- 53 - gewone - Steden (Engels: Municipality; Nepalees: Nagarpalika, afgekort N.P.)
- 3915 Landelijke gemeenten, Dorpscommissies genoemd (Engels: Village Development Committee, afgekort VDC; Nepalees: Gau Bikas Samiti).